# Gobierno de Su Majestad (término)

Escudo de Armas del Gobierno de Su Majestad del Reino Unido.

El término Gobierno de Su Majestad (en inglés Her o His Majesty's Government, según si reina un monarca mujer, es un término formal para referirse al Gobierno de varias jurisdicciones dentro de los Estados pertenecientes a la Commonwealth. En uso desde los tiempos del Imperio Británico, el término ha sido heredado e integrado en los países que emergieron del Imperio colonial.

## Historia
En el Imperio Británico, el término Gobierno de Su Majestad fue originalmente utilizado por el gobierno imperial situado en Londres. A medida que el Imperio se fue convirtiendo en la Mancomunidad de Naciones (Commonwealth), los diferentes dominios británicos fueron obteniendo una soberanía idéntica a la del Reino Unido. Así, durante los años 1920 y 1930, el término Gobierno de Su Majestad empezó a ser utilizado tanto por el Reino Unido como por el gobierno de los diferentes dominios para diferenciar entre jurisdicciones independientes (por ejemplo, en el caso del Gobierno de Su Majestad en el Estado Libre de Irlanda. Los gobiernos coloniales, estatales y provinciales, por el contrario, continuaron usando el título menor de Gobierno de (la región), e incluso en algunos casos la fórmula usada en los antiguos dominios varió para reflejar la del Reino Unido, por ejemplo, el Gobierno Australiano de Su Majestad (Her Majesty's Australian Government).

## Uso
El término se emplea para expresar que el gobierno del dominio de la Commonwealth o, en menos ocasiones, de una parte del mismo, pertenece al rey, y no al Gobierno o al primer ministro (incluso cuando los gobiernos individuales puedan ser conocidos popularmente por el nombre del primer ministro que los dirige; así, el Gobierno Attlee, o el Gobierno Manley. En la actualidad, en todo caso, numerosos Gobiernos de antiguos dominios de la Commonwealth han vuelto a adoptar el término Gobierno de (la región), reservando Gobierno de Su Majestad para circunstancias formales.

## Ver
- Gabinete del Reino Unido
- Leal oposición
- Protocolo